# Kenzie Reeves
Kenzie Reeves (New Hampshire, 7 luglio 1997) è un'attrice pornografica statunitense.

## Biografia e carriera pornografica
Kenzie Reeves è nata nel New Hampshire ma è cresciuta in una famiglia conservatrice e mormone in Florida. Fino ai 18 anni ha lavorato nella catena di fast food Taco Bell e poi ha cominciato a fare la spogliarellista in diversi club degli Stati Uniti. Dopo esser stata scoperta da un agente, ha debuttato nell'industria pornografica nel 2017 a 20 anni.
Come attrice ha girato oltre 600 scene, lavorando per le più importanti case di produzione quali Brazzers, BangBros, Deeper, Vixen, Hard X, Reality Kings, Blacked, Naughty America ed altre. Nel 2018 ha girato First Anal 6, la sua prima scena di sesso anale, per Tushy ed è stata anche la prima scena delle colleghe Haven Rae, Jade Nile e Whitney Wright. L'anno seguente ha ottenuto le prime nomination internazionali, vincendo anche il premio per la miglior scena in un film feature.

## Riconoscimenti
AVN Awards
- 2020 – Best Virtual Reality Sex Scene per The Wanking Dead: Doctor’s Orders con Gina Valentina, Sofie Reyez, Jillian Janson e Tommy Gunn[10]
- 2022 – Best POV Scene per Kenzie Reeves is Out of this World con Mr Lucky[11]

XBIZ Awards
- 2019 – Best Sex Scene - Feature Movie per A Trailer Park Taboo – Part 1 con Small Hands[12]
- 2020 – Best Sex Scene - Comedy per 3 Cheers for Satan con Jane Wilde, Kira Noir e Small Hands[13]

XRCO Award
- 2019 – Teen Dream[14]